# Liste de films français sortis en 1918
Listes de films français
- 1914
- 1915
- 1916
- 1917
- 1918
- 1919
- 1920
- 1921
- 1922

Liste non exhaustive de films français sortis en 1918.

## 1918
| Titre                                        | Réalisateur                | Distribution                                                                                       | Genre               | Notes  |
| -------------------------------------------- | -------------------------- | -------------------------------------------------------------------------------------------------- | ------------------- | ------ |
| Aide-toi                                     | Louis Feuillade            | Suzanne Le Bret, Marcel Lévesque, Édouard Mathé                                                    |                     |        |
| L'Âme de Pierre                              | Charles Burguet            | Andrée Brabant, Maurice Mariaud, Suzanne Delvé                                                     |                     |        |
| L'Argent qui tue                             | Georges Denola             | Juliette Clarens, Pierre Magnier, Germaine de France                                               | Drame               |        |
| Le Billard cassé                             | Jacques Feyder             | Françoise Rosay, Decaye                                                                            | Court métrage Drame | 112 m  |
| Ce bon La Fontaine                           | Gaston Ravel               | Georges Colin, Mary Harald, René Navarre                                                           |                     |        |
| Chez la modiste (ou Rigadin chez la modiste) | Georges Monca              | Charles Prince, Émile René, Betty Daussmond, Clo Marra                                             | Comédie             | 305 m. |
| Le Cœur de Rigadin                           | Georges Monca              | Charles Prince                                                                                     | Comédie             | 345 m. |
| La Course du flambeau                        | Charles Burguet            | Léon Mathot, Jacques Robert, Suzanne Delvé                                                         |                     |        |
| Déchéance                                    | Michel Zévaco              | Jacques Grétillat, Pierre Magnier, Maurice Lagrenée                                                | Drame               |        |
| Le Délai                                     | Jacques de Baroncelli      | Henri Bosc, Denise Lorys, Gabriel Signoret                                                         |                     |        |
| La Distance                                  | Robert Boudrioz            | Gilbert Dalleu, Maurice Lagrenée, Georges Mauloy                                                   |                     |        |
| La Dixième Symphonie                         | Abel Gance                 | Séverin-Mars, Emmy Lynn, Jean Toulout                                                              | Drame               |        |
| L'Épervier de Rigadin                        | Georges Monca              | Charles Prince                                                                                     | Comédie             | 280 m. |
| L'Expiation                                  | Camille de Morlhon         | Jean Croué, Jean Angelo, Maurice Lagrenée                                                          |                     |        |
| La Faute d'orthographe                       | Jacques Feyder             | Charles Barrois, Charles Dechamps, Georges Mauloy                                                  |                     | 26 min |
| La Flamme cachée                             | Roger Lion Musidora        | Maurice Lagrenée, Jean Yonnel                                                                      |                     |        |
| Le Frère de lait                             | Jacques Feyder             | Françoise Rosay                                                                                    | Court métrage       | 180 m  |
| La Fugitive                                  | André Hugon                | Marie-Louise Derval, André Nox                                                                     |                     |        |
| La Geôle                                     | Gaston Ravel               | Musidora, Georges Colin, René Navarre                                                              |                     |        |
| Les Grands                                   | Georges Denola             | Jean Silvestre, Maurice Lagrenée, Maxime Desjardins                                                | Drame               |        |
| La Jeune Fille la plus méritante de France   | Germaine Dulac             | Musidora, Marthe Régnier                                                                           | Guerre              |        |
| Johannes, fils de Johannes                   | André Hugon Louis Paglieri | André Nox, René Lorsay, Musidora                                                                   |                     |        |
| Les Leçons de chant de Rigadin               | Georges Monca              | Charles Prince, Albert Brouett, Yvonne Maëlec, Lucy Mareil                                         | Comédie             | 400 m. |
| La Main d'Annette                            | Georges Monca              | Simone Joubert, Louis Launay, Émile René, Lucy Murger                                              | Comédie             | 370 m. |
| La Maison d'argile                           | Gaston Ravel               | Léon Mathot, Georges Mauloy, Suzanne Munte                                                         | Drame               |        |
| La Marâtre                                   | Jacques Grétillat          | Jean Worms, Henri Dauvillier, Roger Vincent                                                        | Mélodrame           |        |
| Marion de Lorme                              | Henry Krauss               | Pierre Renoir, Nelly Cormon, Jean Worms                                                            | Drame Romance       |        |
| Le Masque d'amour                            | René Plaissetty            | Paul Escoffier, Émile Mylo, Maurice Lagrenée                                                       | Drame               |        |
| N'oublions jamais                            | Léonce Perret              | Rita Jolivet                                                                                       | Drame de guerre     |        |
| La Nouvelle Mission de Judex                 | Louis Feuillade            | René Cresté, Marcel Lévesque, Yvette Andréyor                                                      | Serial Aventure     | 12 ép  |
| L'Obstacle                                   | Jean Kemm                  | René Lorsay, Marthe Vinot, Henri Desfontaines                                                      |                     |        |
| Les Petites Marionnettes                     | Louis Feuillade            | Yvette Andréyor, René Cresté, Louis Leubas                                                         |                     |        |
| La route du devoir                           | Georges Monca              | Albert Mayer, Armand Numès, Jean Croué, Henri Bosc, Gabrielle Robinne, Renée Sylvaire, Jeanne Even |                     |        |
| Le Siège des trois K                         | Jacques de Baroncelli      | Suzanne Grandais, Roger Karl, Pierre Magnier, Henri Bosc                                           | Court métrage       |        |
| Le Traitement du hoquet                      | Raymond Bernard            | Armand Bernard, Charles Granval, René Koval                                                        |                     |        |
| La Trouvaille de Monsieur Sansonnet          | Félix Léonnec              | Claire Olivier, Henri Collen                                                                       | Court métrage       |        |